# Dundee Riverside Airport
Dundee Riverside Airport (engelska: Dundee Airport) är en flygplats i Storbritannien.   Den ligger i kommunen Dundee City och riksdelen Skottland, i den norra delen av landet, 600 km norr om huvudstaden London. Dundee Riverside Airport ligger 5 meter över havet.
Terrängen runt Dundee Riverside Airport är platt österut, men västerut är den kuperad. Havet är nära Dundee Riverside Airport åt sydväst. Runt Dundee Riverside Airport är det ganska tätbefolkat, med 239 invånare per kvadratkilometer. Närmaste större samhälle är Dundee, 3,6 km nordost om Dundee Riverside Airport. Runt Dundee Riverside Airport är det i huvudsak tätbebyggt.